# Екскаваторний відвал
Екскаваторний відвал (рос. экскаваторный отвал, англ. excavator dump; нім. Baggerkippe f) — насип з порожніх порід або некондиційних руд, що створюється екскаваторами при відкритій розробці родовищ корисних копалин.
Е.в. розташовують на борту кар'єру на відстані, що забезпечує ефективність і безпеку роботи (1-2 км).